# Anisopleura lestoides
Anisopleura lestoides е вид водно конче от семейство Euphaeidae. Видът е незастрашен от изчезване.

## Разпространение
Разпространен е в Индия (Аруначал Прадеш, Дарджилинг, Сиким и Утар Прадеш) и Непал.